# Braunsapis liliputana
Braunsapis liliputana är en biart som först beskrevs av Embrik Strand 1915.  Braunsapis liliputana ingår i släktet Braunsapis och familjen långtungebin. Inga underarter finns listade.